# Brachyramphus perdix
Brachyramphus perdix là một loài chim trong họ Alcidae.